# Got to Dance : Le Meilleur Danseur
Got to Dance : Le Meilleur Danseur est une émission de télévision de téléréalité française diffusée sur TMC à partir du 24 juin 2015 et présentée par Sandrine Corman. Elle est inspirée de l'émission britannique Got to Dance, diffusée depuis 2009 sur Sky1.

## Audiences
| Émission | Date de diffusion | Audience | Part d'audience | Réf.  |
| -------- | ----------------- | -------- | --------------- | ----- |
| 1        | 24 juin 2015      | 417 000  | 1,9 %           | [ 1 ] |
| 2        | 1er juillet 2015  | 390 000  | 1,9 %           |       |
| 3        | 8 juillet 2015    | 392 000  | 1,9 %           |       |
| 4        | 15 juillet 2015   | 446 000  | 2,4 %           |       |
| 5        | 22 juillet 2015   |          |                 |       |
| 6        | 29 juillet 2015   |          |                 |       |
| 7        | 5 août 2015       |          |                 |       |
| 8        | 12 août 2015      |          |                 |       |